# جوليان روبرتسون (لاعب كرة الريشة)
جوليان روبرتسون (بالإنجليزية: Julian Anthony Robertson) هو لاعب كرة الريشة بريطاني، ولد في 9 أكتوبر 1969 في بيتربرة في المملكة المتحدة.

## وصلات خارجية
- جوليان روبرتسون على موقع BWF.tournamentsoftware.com (الإنجليزية)
- جوليان روبرتسون على موقع BWFbadminton.com (الإنجليزية)
- جوليان روبرتسون على موقع اللجنة الأولمبية الدولية (الإنجليزية)
- جوليان روبرتسون على موقع أوليمبيديا (الإنجليزية)
- جوليان روبرتسون على موقع اللجنة الأولمبية البريطانية (الإنجليزية)
- جوليان روبرتسون على موقع اللجنة الأولمبية البريطانية (الإنجليزية)
- جوليان روبرتسون على موقع اتحاد ألعاب الكومنولث (مؤرشف) (الإنجليزية)